# Akiba Manga
Akiba Manga est un magazine de prépublication de manga aux délais de parution variants tels que mensuel ou trimestriel. On y trouve des œuvres seinen, shōnen et shōjo.
Il est édité par Ankama Presse et le premier volume est paru le 27 janvier 2011. Akiba Manga ne contient exclusivement que des mangas où les auteurs forment un duo franco-japonais : français au scénario et japonais au dessin. L'arrêt de la publication d'Akiba Manga est annoncée en décembre 2011.

## Fonctionnement
À l’instar des magazines de prépublication japonais, Akiba Manga permettait aux lecteurs de voter pour leurs séries favorites. Il était possible de voter par courrier ou via le site d'Ankama. Si jamais une série est en première place à cinq reprises, elle paraîtra en recueil. À l'inverse, si une série termine quatre mois consécutifs à la dernière place alors elle prendra fin.
Au commencement du magazine, le chapitre ayant récolté le plus de votes devait faire la couverture du futur numéro. Seulement, à la suite de problèmes de retard, cette règle ne fut pas respectée à plusieurs reprises.

## Séries

### Séries prépubliées
- Les 10 de Sanada de Kosato
- Terminus de Takada Katsura, couverture du volume 2[3].
- Pandemonium de SAVAN
- Agents suicides de Shino
- Absynthe de SAVAN
- La Mort en grève de Harada Midori
- Et il créa les hommes de Icori Ando

### Séries finies
- La Valse des corps de Hashiura Kenta